# Herefordshire Beacon
Herefordshire Beacon är ett slott i Storbritannien.   Det ligger i grevskapet Herefordshire och riksdelen England, i den södra delen av landet, 160 km väster om huvudstaden London. Herefordshire Beacon ligger 325 meter över havet.
Terrängen runt Herefordshire Beacon är platt söderut, men norrut är den kuperad. Herefordshire Beacon ligger uppe på en höjd.Runt Herefordshire Beacon är det ganska tätbefolkat, med 93 invånare per kvadratkilometer. Närmaste större samhälle är Worcester, 17,1 km nordost om Herefordshire Beacon. Trakten runt Herefordshire Beacon består till största delen av jordbruksmark.